# Veronika Albert

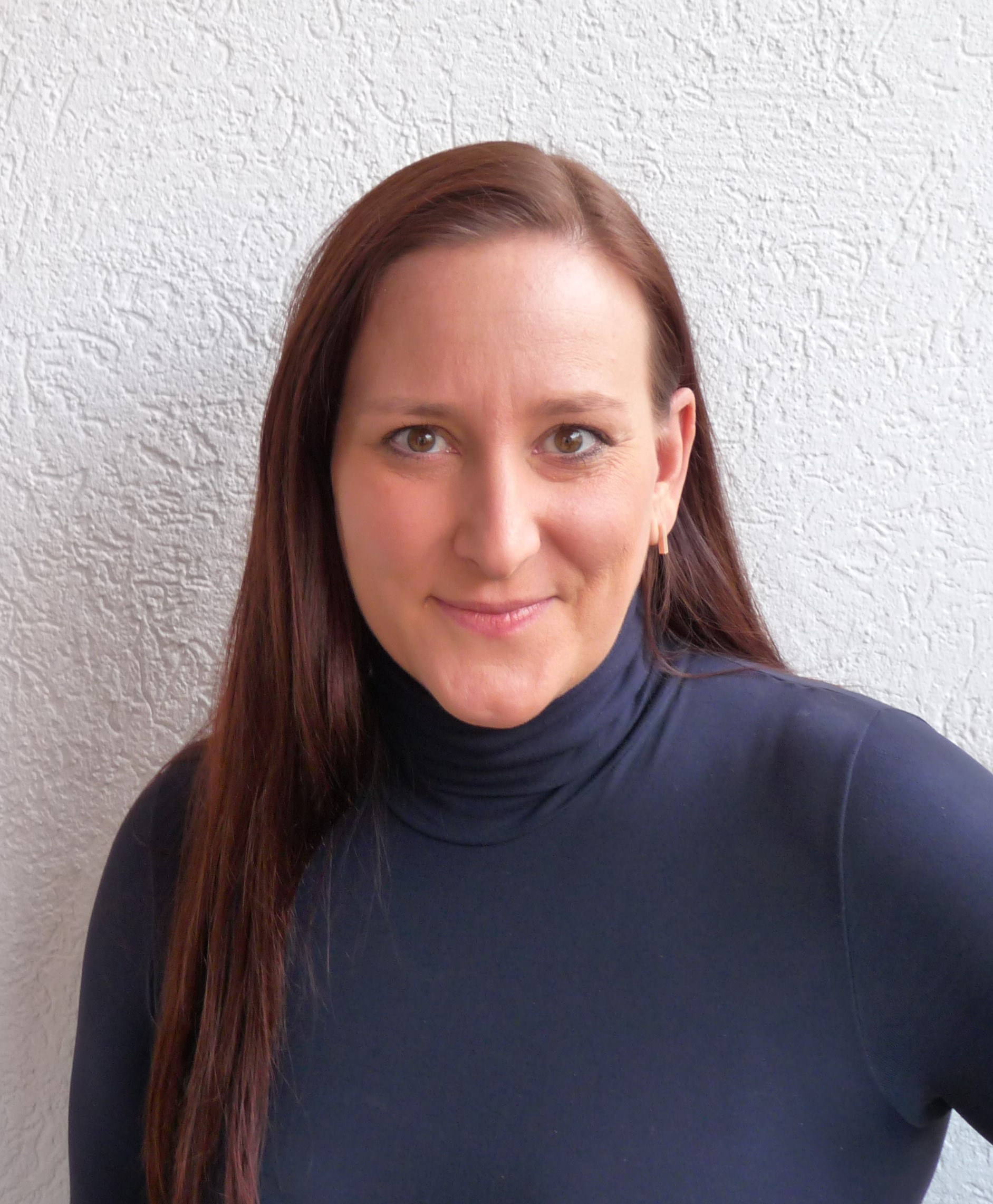
Veronika Albert 2017

Veronika Albert (* 6. März 1978 in Wien) ist eine österreichische Kostümbildnerin.

## Leben
Veronika Albert besuchte ab 1998 zwei Jahre lang das Kolleg für Mode und Bekleidungstechnik in Wien. Ab dem Jahr 2000 arbeitete sie bei zahlreichen Kino- und Fernsehproduktionen mit, zunächst in den Bereichen Setkostüm (Garderobe) und Kostümbild-Assistenz und ab dem Jahr 2002 als Kostümbildnerin. Für ihre Arbeit beim Film Tag und Nacht wurde sie 2011 in der Kategorie „Bestes Kostümbild“ mit dem Diagonale-Preis Filmdesign ausgezeichnet.
Für Licht wurde sie mit dem Österreichischen Filmpreis 2018 in der Kategorie Bestes Kostümbild ausgezeichnet.
Albert ist Mitglied der Akademie des Österreichischen Films. Sie ist die Schwester von Barbara Albert.

## Filmografie
Kostümbild
- 2002: Auswege
- 2004: Crash Test Dummies
- 2004: Europäische Visionen – Mars
- 2005: 8 × 45 – Die Katze
- 2005: Fallen
- 2006: Molly & Mops
- 2007: Bleiben will ich, wo ich nie gewesen bin
- 2007: Her mit dem schönen Leben
- 2007: Liebe und andere Verbrechen
- 2007: Mozart in China
- 2008: Kleine Fische
- 2011: Plötzlich fett!
- 2011: Tag und Nacht
- 2011: Die Vaterlosen
- 2012: Die Lebenden
- 2013: High Performance – Mandarinen lügen nicht
- 2015: Aus dem Nichts
- 2015: Adolf Hitler, mein Großvater? Ein Leben im Schatten der Geschichte
- 2017: Western
- 2017: Licht
- 2019: Herzjagen
- 2019: Waren einmal Revoluzzer
- 2020: Louis van Beethoven
- 2021: Me, We
- 2021: Monte Verità – Der Rausch der Freiheit
- 2022: Meine Tochter, Kreta und Ich
- 2023: Die Mittagsfrau
- 2023: Tschugger (Staffeln 3 und 4)
- 2024: Bach – Ein Weihnachtswunder (Fernsehfilm)
- 2024: Der Vierer
- 2025: Ohne jede Spur – Der Fall der Nathalie B. (Fernsehfilm)

Kostümbild-Assistenz
- 2003: In einem anderen Leben
- 2003: Kaltfront
- 2008: Herrn Kukas Empfehlungen
- 2008: Revanche
- 2011: Die Alpenklinik – Notfall für Dr. Guth
- 2012: Grenzgänger

Garderobe
- 2000: Polt muss weinen
- 2003: Böse Zellen
- 2004: Fräulein Phyllis
- 2008: Ein Augenblick Freiheit
- 2008: Daniel Käfer – Die Schattenuhr
- 2011: Die Tänzerin – Lebe Deinen Traum
- 2014: Mission: Impossible – Rogue Nation

Casting
- 2005: Fallen